# Ole Söderström
Ole Söderström född 1914 i Gryts församling, död 2002, var en svensk författare och journalist.
Söderström började sin karriär som journalist på Östergötlands Dagblad och Nya Dagligt Allehanda. Debuten som skönlitterär författare kom 1965 med novellsamlingen "Flickan under oxögat".

## Priser och utmärkelser
- Övralidspriset 1971
- Beskowska resestipendiet 1990
- De Nios Vinterpris 1995
- Doblougska priset 1999